# Xylotrupes carinulus
Xylotrupes carinulus är en skalbaggsart som beskrevs av Rowland 2011. Xylotrupes carinulus ingår i släktet Xylotrupes och familjen Dynastidae. Inga underarter finns listade i Catalogue of Life.